# Friedrich William von Hohenlohe-Kirchberg
Friedrich von Hohenlohe, avstrijski general, * 3. december 1732, † 10. avgust 1796.